# 寺田有希 (アナウンサー)
寺田 有希（てらだ ゆき）は、日本のフリーアナウンサー。 セイプロダクション所属。元奈良テレビ放送所属。

## 略歴
京都府京都市伏見区出身。大学卒業後、奈良テレビ放送に入社。
2017年に契約キャスターとしてNHK大津放送局へ配属。2019年4月にNHK京都放送局に異動。
2021年、セイプロダクション所属。

## 出演

### 現在の担当番組
- J:COM LIVEニュース北大阪・京都（月・水・隔週金）（2022〜2023年9月）[1]
- KBS京都契約アナウンサー（日曜、2023年9月10日～）

### 過去の担当番組
- ニュース630 京いちにち - メインキャスター（NHK京都放送局、2021年3月まで）
- おはよう日本、おはよう関西（紅葉・桜中継リポーター）[4]
- ぐるっと関西おひるまえ - リポーター[5]
- おうみ発630（NHK大津放送局） - リポーター[6]
- ま〜ぶる（KBS京都、月 - 木曜日） - 中継リポーター[7]